# Blasphemous Rumours / Somebody
«Blasphemous Rumours» / «Somebody» és el dotzè senzill de Depeche Mode i primer doble cara-A, publicat el 29 d'octubre de 1984. Fou el primer doble cara-A llançat per la banda i fou extret de l'àlbum Some Great Reward. "Somebody" fou el primer senzill on Gore era el cantant.
El videoclip d'ambdues cançons foren dirigits per Clive Richardson.
"Blasphemous Rumours" fou una de les cançons més controvertides del grup, i més tenint en compte que es llançava després de "Master and Servant", una provocació cap a la censura de les emissores de ràdio per tal d'escandalitzar els sectors més conservadors de la societat. Tant per la temàtica com pel so, va esdevenir la primera cançó d'estil gòtic i post punk de Depeche Mode. "Somebody" és una balada molt minimalista, ja que només està musicalitzada per un piano, i parlar sobre el verdader amor desitjat mitjançant unes lletres tristes. Gore va captar l'essència trista per interpretar-la durant l'enregistrament estant nu a l'estudi.

## Llista de cançons
7": Mute/7Bong7 (Regne Unit)
1. "Blasphemous Rumours" – 5:06
2. "Somebody" (Remix) – 4:19

7" EP: Mute/7Bong7E (Regne Unit)
1. "Blasphemous Rumours" – 5:06
2. "Told You So" (Directe) - 4:56
3. "Somebody" (Remix) – 4:19
4. "Everything Counts" (Directe) - 5:53

12": Mute/12Bong7 (Regne Unit)
1. "Blasphemous Rumours" – 6:20
2. "Somebody" (Directe) – 4:26
3. "Two Minute Warning" (Directe) – 4:36
4. "Ice Machine" (Directe) – 3:45
5. "Everything Counts" (Directe) – 5:53

CD: Mute/CDBong7 (Regne Unit, 1991), Sire/Reprise 40300-2 (Estats Units, 1991) i Reprise CDBONG7/R278890F (Estats Units, 2004)
1. "Blasphemous Rumours" – 6:20
2. "Told You So" (Directe) – 4:56
3. "Somebody" (Remix) – 4:19
4. "Everything Counts" (Directe) – 5:53

- Totes les cançons escrites per Martin L. Gore excepte "Ice Machine" per Vince Clarke i "Two Minute Warning" per Alan Wilder.
- Totes les cançons en directe foren enregistrades al Empire Theatre de Liverpool, Anglaterra, el 29 de setembre de 1984.